# جشنواره بین‌المللی فیلم پرتقال طلایی آنتالیا
جشنواره بین‌المللی فیلم پرتقال طلایی آنتالیا (به ترکی استانبولی: Antalya Altın Portakal Film Festivali) یک جشنواره فیلم است که از سال ۱۹۶۳ هر ساله در شهر آنتالیای ترکیه برگزار می‌شود. پرتقال طلایی که نخستین بار سال ۱۹۶۴ برگزار شده‌است، از قدیمی‌ترین و شناخته شده‌ترین جشنواره ترکیه در جهان محسوب می‌شود و از سوی فدراسیون انجمن‌های فیلمسازان بین‌المللی «FIAPE» نیز تأیید شده‌است.
این جشنواره در زمینه سینما و فیلم‌های هنری نقش بسزایی داشته‌است. از سال ۲۰۰۵، این جشنواره به عنوان «جشنواره بین‌المللی فیلم پرتقال طلایی آنتالیا» برگزار می‌شود. بخش رقابتی فیلم‌های بین‌المللی، بخش رقابتی فیلم‌های بلند ملی و بخش رقابتی فیلم‌های کوتاه ملی نیز در جشنواره فیلم پرتقال طلایی آنتالیا برگزار می‌شوند.
گفته می‌شود مهم‌ترین نقطه اتصال سینمای ترکیه و صنعت سینمایی این کشور، جشنواره فیلم پرتقال طلایی آنتالیا می‌باشد.
در سال ۲۰۱۰ بهمن قبادی کارگردان کشورمان ریاست هیئت داوران بخش مسابقه چهل و هفتمین دوره جشنواره بین‌المللی فیلم پرتقال طلایی آنتالیای ترکیه را برعهده داشت. در همین سال امیر کاستاریکا در واکنش به اعتراض ترک‌ها به عضویت او در هیئت داوران جشنواره فیلم پرتقال طلایی آنتالیا، از حضور در این جشنواره انصراف داده بود.

## جوایز

### مسابقه ملی فیلم بلند
- بهترین فیلم
- بهترین کارگردانی
- بهترین فیلم‌نامه
- بهترین موسیقی
- بهترین بازیگر مرد
- بهترین بازیگر زن
- بهترین کارگردان هنری
- بهترین بازیگر نقش مکمل مرد
- بهترین بازیگر نقش مکمل زن
- بهترین فیلمبرداری
- بهترین تدوین
- بهترین چهره‌پردازی و آرایش مو
- بهترین جلوه‌های تصویری
- بهترین طراحی لباس
- بهترین صداگذاری

#### جوایز ویژه هیئت داوران
- جایزه ویژه هیئت داوران دکتر آونی تولونای
- جایزه ویژه هئیت داوران بهلول دال
- جایزه ویژه هیئت داوران جاهیده سونکو

### مسابفه ملی فیلم مستند
- بهترین فیلم مستند (مستند ابرش)

### مسابقه ملی موضوع کوتاه
- بهترین فیلم کوتاه